# VIII. Fliegerkorps
O VIII. Fliegerkorps foi um corpo da Luftwaffe que atuou durante toda a Segunda Guerra Mundial. Foi formado no dia 19 de Julho de 1939 em Oppeln como sendo Fliegerführer z.b.V., sendo renomeado VIII. Fliegerkorps no dia 10 de Novembro de 1939.
Ficou conhecido como Luftwaffenkommando Schlesien no período entre 25 de Janeiro de 1945 e 2 de Fevereiro de 1945. No dia 28 de Abril de 1945 foi unido com o Luftgau-Kommando VIII, sendo redesignado Luftwaffenkommando VIII.

## Kommandierender General
| Comandante                                           | Data                                      |
| ---------------------------------------------------- | ----------------------------------------- |
| Generalfeldmarschall Wolfram Freiherr von Richthofen | 19 de Julho de 1939 - 30 de Junho de 1942 |
| General Martin Fiebig                                | 1 de Julho de 1942 - 21 de Maio de 1942   |
| General Hans Seidemann                               | 21 de Maio de 1943 - 28 de Abril de 1945  |

## Chef des Stabes
- Oberst Hans Seidemann, 19 de Dezembro de 1939 - 5 de Agosto de 1940[1]
- Oberst Rudolf Meister, 16 de Outubro de 1940 - 14 de Março de 1942
- Oberst Klaus Uebe, 15 de Março de 1942 - 24 de Outubro de 1942
- Oberst Lothar von Heinemann, Outubro de 1942 - Junho de 1943
- Oberst Thorsten Christ,? - (Novembro de 1944)
- Oberst Sorge,? - Abril de 1945

## Bases do QG
| Julho de 1939 - Outubro de 1939                    | Oppeln                                   |
| Outubro de 1939 - Maio de 1940                     | Schloß Dyck/Grevenbroich (there 10.5.40) |
| Julho de 1940 - Janeiro de 1941                    | Deauville                                |
| Janeiro de 1941 - Fevereiro de 1941                | Baden, near Wien; later to Romania       |
| Fevereiro de 1941 - 16 de Abril de 1941            | Gorna Dumaja (Bulgaria)                  |
| 16 de Abril de 1941 - 23 de Abril de 1941          | Bitolj                                   |
| 23 de Abril de 1941 - 30 de Abril de 1941          | Volos                                    |
| 30 de Abril de 1941 - Maio de 1941                 | Neuphaleron (Athens)                     |
| Maio de 1941 - 7 de Junho de 1941                  | Craiova (Romania)                        |
| 7 de Junho de 1941 - Julho de 1941                 | Ratzki, near Suwalki                     |
| final de Julho de 1941 - 1 de Agosto de 1941       | Tschudovo                                |
| 1 de Agosto de 1941 - 28 de Setembro de 1941       | Nikolskaja                               |
| 28 de Setembro de 1941 - 15 de Outubro de 1941     | Smolensk                                 |
| 15 de Outubro de 1941 - Novembro de 1941           | Jemeljanovo                              |
| Novembro de 1941 - Dezembro de 1941                | Aktzanova, near Moshaisk                 |
| Dezembro de 1941 - 10 de Abril de 1942             | Smolensk                                 |
| 10 de Abril de 1942 - 1 de Maio de 1942            | Alemanha (restos/refit)                  |
| 1 de Maio de 1942 - Maio de 1942                   | Kischlaw (West of Feodosia)              |
| Maio de 1942 - Junho de 1942                       | Chan-Saraj, Bachtschisseraj (4.6.)       |
| 23 de Junho de 1942 - 9 de Julho de 1942           | Kursk                                    |
| 9 de Julho de 1942 - Julho de 1942                 | Nikolskoje                               |
| Julho de 1942                                      | Tazinskaja                               |
| final de Julho de 1942 - final de Novembro de 1942 | Oblivskaja                               |
| final de Novembro de 1942 - Dezembro de 1942       | Tazinskaja                               |
| Dezembro de 1942 - 29 de Janeiro de 1943           | Krimskij am Donez                        |
| 29 de Janeiro de 1943 - 31 de Março de 1943        | Itschi-Grammatikovo                      |
| 31 de Março de 1943 - Setembro de 1943             | Mikojanovka                              |
| Setembro de 1943 - Janeiro de 1944                 | Belaya Tserkov                           |
| Janeiro de 1944 - 12 de Março de 1944              | Winnitsa                                 |
| 12 de Março de 1944 - 25 de Março de 1944          | Kamenetz-Podolsk                         |
| 25 de Março de 1944 - 1 de Abril de 1944           | Stanislau                                |
| 1 de Abril de 1944 - 13 de Maio de 1944            | Lemberg                                  |
| 13 de Maio de 1944 - 24 de Julho de 1944           | Lublin                                   |
| 24 de Julho de 1944 - 26 de Julho de 1944          | Dubowo                                   |
| 29 de Julho de 1944 - Agosto de 1944               | Tarnow                                   |
| Agosto de 1944 - 5 de Setembro de 1944             | Wittkowice                               |
| 7 de Setembro de 1944 - Janeiro de 1945            | Krakau                                   |
| Janeiro de 1945 - 13 de Fevereiro de 1945          | Schweidnitz                              |
| 13 de Fevereiro de 1945 - 17 de Fevereiro de 1945  | Hermannstädtel, near Pardubitz           |
| 17 de Fevereiro de 1945 - Abril de 1945            | Senftenberg                              |

## Serviço de Guerra
Esteve subordinado aos Altos QG:
| Agosto de 1939 - Outubro de 1939                | Luftflotte 4 |
| Outubro de 1939 - 13 de Maio de 1940            | Luftflotte 2 |
| 13 de Maio de 1940 - final de Agosto de 1940    | Luftflotte 3 |
| final de Agosto de 1940 - Janeiro de 1941       | Luftflotte 2 |
| Janeiro de 1941 - Junho de 1941                 | Luftflotte 4 |
| Junho de 1941 - final de Julho de 1941          | Luftflotte 2 |
| final de Julho de 1941 - 28 de Setembro de 1941 | Luftflotte 1 |
| 28 de Setembro de 1941 - Dezembro de 1941       | Luftflotte 2 |
| Dezembro de 1941 - Maio de 1942                 | ObdL         |
| Maio de 1942 - Julho de 1944                    | Luftflotte 4 |
| Julho de 1944 - Abril de 1945                   | Luftflotte 6 |

## Ordem de Batalha
Controlou as seguintes unidades durante a guerra:
- Transportfliegerführer 1, 1942 - 43
- Transportfliegerführer 2, 1942 - 43
- Nahkampfführer II, 1.12.41 - 4.42
- Luftgaustab z.b.V. 16, 6.41 - 11.41
- Verbindungsstaffel/VIII. Fliegerkorps (W.34), 1942 - 4.45
- Flugbereitschaft/VIII. Fliegerkorps (Ar 79, Bf 108, Fi 156, He 111, Ju 52, Kl 35, W.34), 11.39 - 4.45
- Luftnachrichten-Regiment 38